# کوریموتو جوئون
کوریموتو جوئون (به ژاپنی: 栗本瀬兵衛 Kurimoto Jō'un)؛ ۱ مه ۱۸۲۲ – ۶ آوریل ۱۸۹۷) پزشک، و روزنامه‌نگار در دوره باکوماتسو اهل ژاپن بود.